# معركة قونية 1559
معركة قونية 1559م هي معركة قامت في اطراف مدينة قونية بين نجلى السلطان سليمان القانوني من زوجته الثانية هرم الأمير سليم السلطان سليم الثاني لاحقا وشاهزاده بايزيد ضمن سلسلة الصراع على السلطة وولاية عهد السلطان.[بحاجة لمصدر]
بعد وفاة الأمير محمد أكبر أولاد السلطان من هرم وبعد قتل السلطان لأبنه وولي عهده الشرعى وأكبر أولاده سنا الأمير مصطفى ووفاة الأمير جهانكير حزنا على أخيه مصطفى لم يتبقى من أولاد القانوني إلا بيازيد وسليم اللذان بدأو على الفور صراعا كبيرا على السلطة كانت والدتهم السلطانة هرم تحاول إيجاد طريقة للصلح بينهما وانهاء العداوة وظلت تمنع الصدام المسلح بين الطرفين وتحاول ألا يصل هذا الصراع الذي كان في بدايته خفيا إلى مسامع السلطان ولكن توفيت السلطانة هرم عام 1558م وبعد وفاتها بعام وقع القتال المسلح بين الاخين فكان الأمير سليم يقود جيش السلطان ومدعوما منه وكان بيازيد يقود جيش جمعه ليتمرد على السلطان وعلى أخوه الأكبر.
قام سليم ببث الدسائس والوقعية بين السلطان والأمير بيازيد ليوغر صدر السلطان عليه وظل يخلق الالاعيب إلى ان أعلن السلطان ان ولى عهده هو الأمير سليم وعاقب الأمير بيازيد بالنفى إلى اماسيا كما نفى أخوه الأمير مصطفى.
تأهب بيازيد وجمع جيشه واعلن تمرده على السلطان سليمان وعلى الأمير سليم وقرر ان يحارب أخوه فأرسل السلطان جيش على رأسه سوكولو محمد باشا إلى الأمير سليم واقترب الجيشين حتى التقيا في قونية.
بدأت المعركة بتفوق جيش الأمير بيازيد ولكن مع مرور الوقت ظل يتلاشى هذا التفوق بسبب كبر عدد جيش السلطان وبعض المؤرخون يقولون بأن جرح الأمير بيازيد في المعركة هو الذي ادى لتراجع جيشه.
انتهت المعركة بانتصار جيش السلطان بقيادة الأمير سليم وهزيمة جيش بيازيد وفراره إلى بلاد فارس وحاكمها الشاه طهمسب الذي كان قد دعاه واستقبله بحفاوة إلا أنه انقلب عليه بعد اكتشاف محاولة بايزيد إسقاط الشاه الصفوي، إذ شُتت جيش الأمير العثماني ووضع قيد المراقبة.
لقاء صفقة مع القانوني، حصل طهمسب على 500 ألف ليرة ذهبية ومجوهرات ثمينة مقابل جثث بايزيد وأبنائه الأربعة التي سُلّمت إلى السفراء العثمانيين عام 1562 حيث شيدت لهم قبور في سيواس دفنوا فيها.
في العام نفسه، قُتل أورخان أكبر أبناء بايزيد عن عمر 19 سنة وقت كان واليًا على سنجق جورم، فيما بقيت بنات بايزيد الأربعة على قيد الحياة.